# Inha University (métro de Séoul)
Inha University (hangeul : 숭의 ; hanja : 崇義) est une station de passage de la ligne Suin–Bundang du métro de Séoul. Elle est située au 313 Dokbae-ro, quartier Yonghyeon-dong dans l'arrondissement Michuhol-gu, sur le territoire de la ville métropolitaines Incheon, au sud-ouest de Séoul, en Corée du Sud.

## Situation sur le réseau

Plan du réseau (2023)

Établie en souterrain, la station Inha University est une station de passage de la ligne Suin–Bundang du métro de Séoul. : elle est située entre la station Songdo, en direction du terminus nord Cheongnyangni, et la station Sungui, en direction du terminus ouest Incheon.